# CL0024+17 (星系團)
CL0024+17是位於雙魚座的一個星系團，距離地球大約40億光年。Cl 0024+17讓天文學家可以探討暗物質在太空中的分布。在影像中心附近的藍色條紋是非常遙遠的星系，不屬於這個星系團的一部份。遙遠的星系映像出現扭曲，是因為它們的光線被Cl 0024 + 17的強大的引力彎曲和增強與放大。這種效應稱為重力透鏡。
暗物質因為不發光也不反射光，所以不能直接被看到。天文學家只能通過它的引力對光線的影響來檢測它的存在。通過映射被引力透鏡扭曲的光，天文學家可以追蹤暗物質在星系團中是如何的分布。透過對暗物質的映射，天文學家發現暗物質環聚在中心的附近（然而一些獨立的研究對此仍有爭議）。環的發現是暗物質存在最有利的證據。 

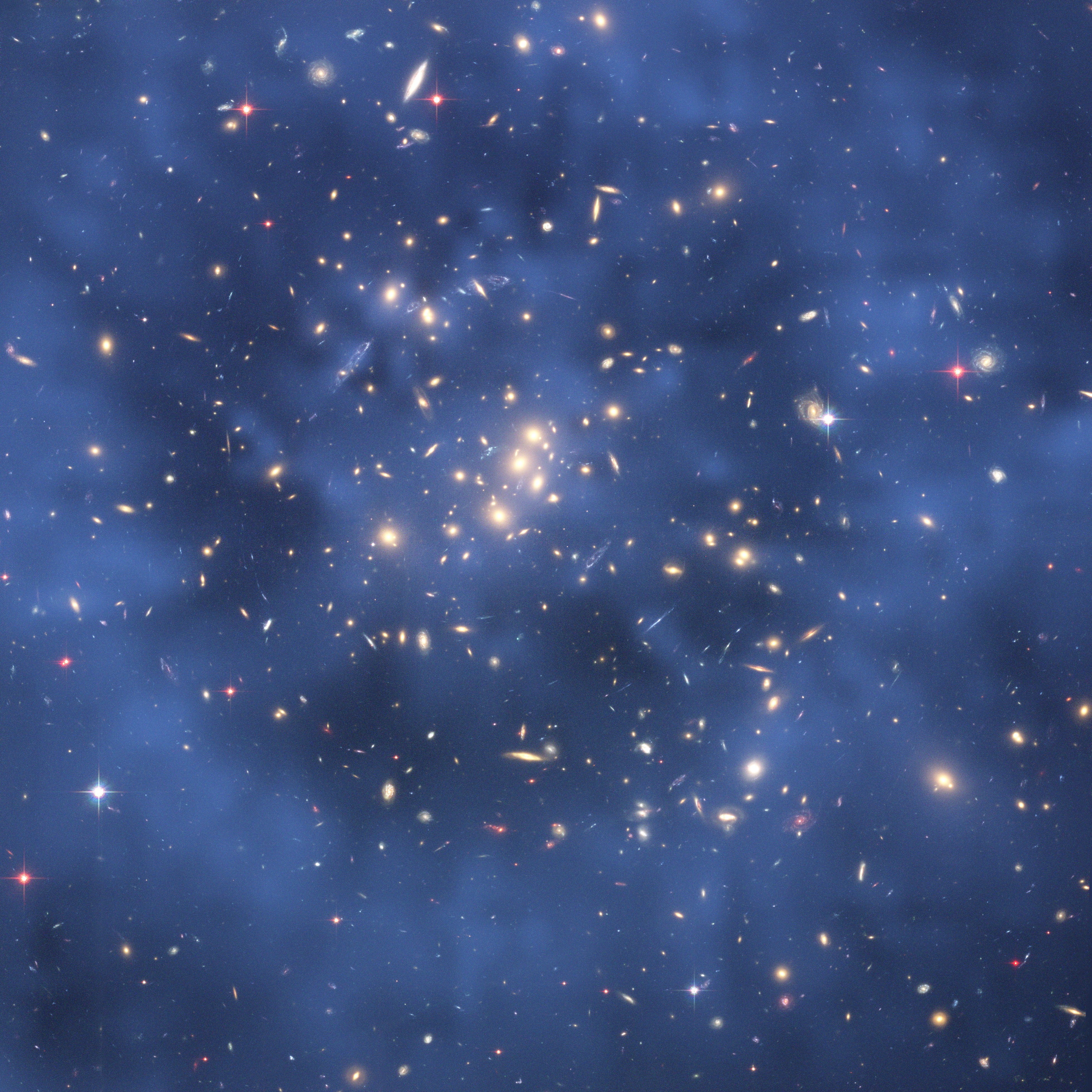
疊加上重力圖的哈伯太空望遠鏡的CL0024 + 17的影像。創建者：NASA/ESA/HST。

## 外部連結
- HubbleSite NewsCenter:Hubble pictures of CL0024+17 group（页面存档备份，存于）
- Press release and more images and video presentations of CL0024+17 at Spacetelescope.org（页面存档备份，存于）